# Шрамм, Жан Адам
Жан Адам Шрамм (фр. Jean Adam Schramm; 1760—1826) — французский военный деятель, генерал-лейтенант (1815 год), барон (1808 год), участник революционных и наполеоновских войн. Имя генерала выбито на Триумфальной арке в Париже. Отец генерала Жана Поля Шрамма.

## Биография
Родился в семье Жака Шрамма (фр. Jacques Schramm; 1730—) и его супруги Барбары Химелерен (фр. Barbara Himelerin; ок. 1735—). 24 февраля 1777 года начал военную службу солдатом в швейцарском полку Дизбах. 21 августа 1792 года оставил полк, и будучи избранным в капитаны, вступил в 1-й свободной батальон Мюллера, который 1 апреля 1794 года влился в состав 21-й полубригады лёгкой пехоты, а 5 мая 1796 года – во 2-ю лёгкую. Сражался в рядах Северной армии. 3 ноября 1792 года во главе 200 солдат атаковал и опрокинул австрийцев с позиции у горы Монс, взял много пленных и три пушки, но был контратакован и окружён превосходящими силами неприятеля, численностью до 3000 пехоты, 400 гусар и три пушки, вышедшими из лагеря. В результате Шрамм был ранен пулей в правое плечо и тремя сабельными ударами и оставлен среди мёртвых, а из его отряда уцелели лишь 17 человек. Оправившись от ран, участвовал в захвате Монса и Льежа, сражался при Госселанде и Юлихе. 15 марта 1793 года был ранен пулей в левую ногу в бою при Тирлемоне, осаждал Ландреси и Кенуа.
В 1794 году переведён в Самбро-Маасскую армию. 12 июня 1795 года ранен осколком в левую ногу при осаде Люксембурга. Сражался 6 мая 1796 года, при переправе через Рейн в Вайссентурне против австрийцев. В 1797 году определён в состав дивизии генерала Бернадота Итальянской армии. 23 марта 1797 года отличился в сражении при Тарвисе и 27 апреля 1797 года назначен командиром батальона 2-й лёгкой полубригады. В 1798 году в рядах Восточной армии принял участие в Египетской экспедиции, сражался при Александрии, участвовал в осаде Акры, отличился в сражении при Назарете и при отражении турецкого десанта близ Думьяты 1 ноября 1799 года, за что прямо на поле боя генералом Клебером ему был присвоен чин полковника, и он был поставлен во главе 2-го полка лёгкой пехоты.
После возвращения во Францию, был подтверждён в своём звании. В 1803 году одновременно возглавил 3-й элитный полк в дивизии генерала Жюно. Участвовал в кампании 1805 года в составе 5-го армейского корпуса Великой армии, отличился в сражении при Аустерлице, где во главе своего полка вынудил к капитуляции 8-тысячный неприятельский отряд. 24 декабря 1805 года получил звание бригадного генерала.
15 сентября 1806 года возглавил бригаду в дивизии Дюпа 8-го армейского корпуса. В декабре назначен комендантом Магдебурга. 23 января 1807 года был определён в состав 10-го армейского корпуса маршала Лефевра и командовал 1-й бригадой 4-й пехотной дивизии при осаде Данцига. В ночь с 19 на 20 марта 1807 года совершил нападение на остров Нерунг, где захватил две пушки и 600 пленных. 3 апреля руководил отражением вылазки неприятельского гарнизона, и захватил в плен ещё 200 человек. 16 апреля, будучи больным, он в течение пяти часов отражал вылазку гарнизона и был отмечен за свои действия. 15 мая он четыре раза энергично атаковал русских, потерявших в этот день 2500 человек, и снова был отмечен в бюллетенях Наполеона и Лефевра. 24 мая Данциг капитулирует. 29 мая возглавил 3-ю бригаду 2-й пехотной дивизии Вердье в резервном корпусе маршала Ланна. Отличился в сражениях при Гейльсберге и Фридланде. 11 ноября 1807 года дивизия была расформирована.
27 марта 1808 года был отправлен в Испанию. 7 июня назначен командиром 1-й бригады 2-го наблюдательного корпуса Жиронды. 19 июля был ранен в сражении при Байлене и 22 июля попал в плен при капитуляции генерала Дюпона. 21 сентября возвратился во Францию и 17 октября того же года зачислен в штаб Армии Испании. 18 декабря возглавил 2-ю бригаду 3-й пехотной дивизии Великого герцогства Варшавского в составе 4-го корпуса Армии Испании.
6 марта 1809 года отозван к Армии Германии и принял участие в Австрийской кампании. С 30 марта командовал 3-й бригадой гренадерской дивизии генерала Клапареда в корпусе Удино. 19 апреля тяжело ранен при штурме Регенсбурга, и был вынужден сдать командование бригадой.
30 ноября 1809 года перешёл на административную работу, и стал командующим департамента Нижний Рейн. 22 июля 1812 года получил должность командира 2-й бригады 34-й пехотной дивизии генерала Карра-Сен-Сира 11-го армейского корпуса маршала Ожеро, принимал участие в Русской кампании.
В апреле 1813 года, вследствие открывшихся ран, возвратился во Францию и 28 июня возвратился к обязанностям командующего департамента Нижний Рейн. 1 января 1814 года стал комендантом форта Келя. 13 января возглавил Национальную гвардию Страсбурга. После этого он отправился в Ландау, чтобы признать Людовика XVIII королём, и за это был избит своими солдатами.
После возвращения Бурбонов, был назначен 2 января 1815 года командующим департамента Верхний Рейн. Однако 10 марта 1815 года вышел в отставку, и получил звание почётного генерал-лейтенанта.
Во время «Ста дней» присоединился к Наполеону и 15 апреля возвратился к обязанностям командующего департаментом Нижнего Рейна. 31 мая возглавил Национальную гвардию Страсбурга. 11 июня был утверждён Наполеоном в звании дивизионного генерала, но после отречения корсиканца, производство было аннулировано, и генерал Шрамм 1 августа окончательно вышел в отставку в чине полевого маршала.

## Воинские звания
- Старший сержант (10 октября 1786 года);
- Капитан (21 августа 1792 года);
- Командир батальона (27 апреля 1797 года);
- Полковник (1 ноября 1799 года, утверждён 31 октября 1801 года);
- Бригадный генерал (24 декабря 1805 года);
- Генерал-лейтенант (10 марта 1815 года, утверждён 11 июня 1815 года).

## Титулы
- Барон Шрамм и Империи (фр. baron Schramm et de l'Empire; декрет от 19 марта 1808 года, патент подтверждён 21 декабря 1808 года)[2].

## Награды
Легионер ордена Почётного легиона (11 декабря 1803 года)
 Офицер ордена Почётного легиона (14 июня 1804 года)
 Коммандан ордена Почётного легиона (29 мая 1807 года)
 Кавалер вюртембергского ордена «За военные заслуги» (29 июня 1807 года)
 Кавалер саксонского военного ордена Святого Генриха (21 июля 1807 года)
 Кавалер ордена Железной короны (27 декабря 1807 года)
 Коммандор баварского ордена Максимилиана Иосифа (5 июля 1813 года)
 Кавалер военного ордена Святого Людовика (8 июля 1814 года)